# Ludwig Clamor Marquart

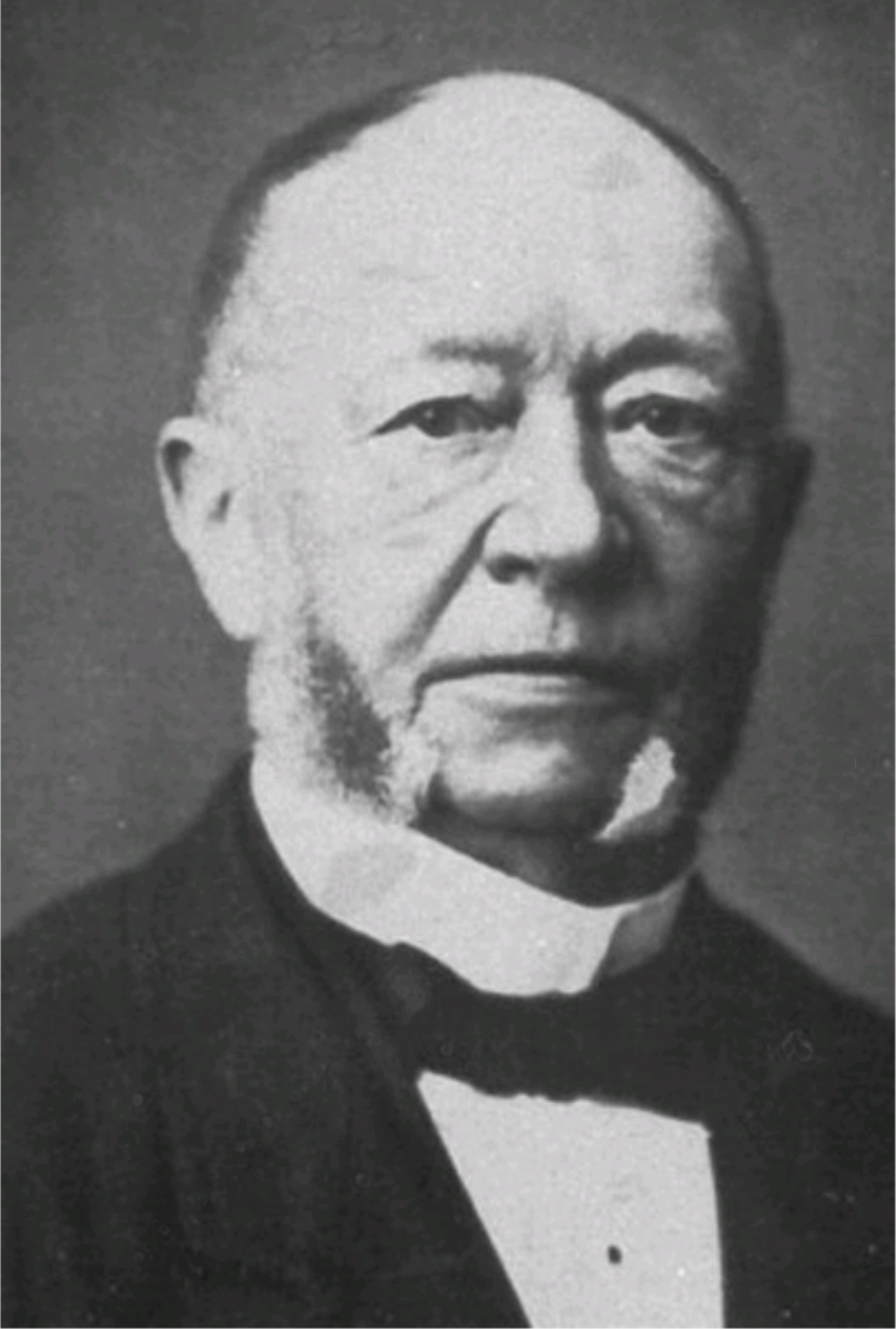
Ludwig Clamor Marquart ca. 1862

Ludwig Clamor Marquart (auch Louis Clamor Marquart, * 29. März 1804 in Osnabrück; † 10. Mai 1881 in Bonn) war ein deutscher Apotheker und Unternehmer.

## Biografie
Marquart prägte 1835 in seiner Abhandlung „Die Farben der Blüthen“ den Namen „Anthocyane“ für Blütenfarbstoffe. Er gründete 1846 in Bonn ein Utensiliengeschäft mit dem Namen Marquart's Lager chemischer Utensilien, in das Carl Gerhardt (Schwiegervater des Malers August Macke) als Lehrling eintrat. 1872 erwarb Carl Gerhardt das Geschäft von seinem Lehrmeister Marquart. Später ging das Unternehmen nach einer Umfirmierung in „C. Gerhardt Fabrik & Lager chemischer Apparate GmbH & Co. KG“ in das Eigentum der Familie Macke über, die es heute in der fünften Generation führt. 
Ebenfalls im Jahr 1846 gründete Marquart die Dr. L.C. Marquart OHG, eine Fabrikation für Feinchemikalien, Desinfektionsmittel und Pharmawirkstoffe, die 1892 von Dr. Alfred Kölliker übernommen wurde, im Jahr 1921 in eine AG umgewandelt wurde und später in der Degussa aufging. Das Werk gehört heute zu Evonik Industries.
Zwischenzeitlich trat Marquart um 1865 auch der Société française de Wothlytypie bei und erhielt von dieser die Lizenz zur Anfertigung von Bildern nach dem neuartigen Wothlytypieverfahren. Marquart war Mitglied der Gesellschaft Deutscher Naturforscher und Ärzte und ab August 1834 Mitglied im Botanischen Verein am Mittel- und Niederrhein. Am 30. November 1840 wurde er mit dem akademischen Beinamen Gmelin I. zum Mitglied (Matrikel-Nr. 1481) der Leopoldina gewählt.
Marquart gilt ebenfalls als Miterfinder des Backpulvers im Rahmen eines Projektes mit Justus von Liebig und Eben Norton Horsford. Er produzierte das Backpulver als erster industriell im Rahmen seines Unternehmens.
Ludwig Clamor Marquart wurde auf dem Alten Friedhof in Bonn beigesetzt.

## Schriften
- Die Farben der Blüthen. Habicht, Bonn 1835 Digitalisat
- Lehrbuch der practischen und theoretischen Pharmacie, mit besonderer Rücksicht auf angehende Apotheker und Ärzte. 2. Aufl. / bearb. von Ernst Hallier und Hermann Ludwig. Mainz : Kunze (Digitalisierte Ausgabe der Universitäts- und Landesbibliothek Düsseldorf), 1. 1865, 2. 1865, 3. 1866